# 諸侯
諸侯（しょこう）とは、主君である君主の権威の範囲内で一定の領域を支配することを許された臣下である貴族のことである。

## 中国における諸侯
原義においては、古代中国において、春秋時代まで天子である周王朝などの王から封土を与えられて、封土の内側（国家）において天子にかわって「君」として振る舞うことが許された、あるいは許されたと観念されていた諸都市国家や都市国家連合の世襲的な首長のことであった。
戦国時代に整理された周の理想的制度においては、諸侯は公・侯・伯・子・男の五等の爵位を与えられていたと考えられ、前漢以後は郡国制において王・公などの爵位と「藩国」と呼ばれる封土を与えられた者を諸侯と呼んだ。

## 日本における諸侯
日本では、江戸時代に将軍によって与えられた所領を支配した大名を、講学上、古代中国になぞらえて諸侯（大名諸侯）と呼び、その所領を藩と呼んだ。
1869年（明治2年）6月17日に明治新政府は版籍奉還を行い、旧藩主は領地・領民を返還して藩知事となる。同時に新政府は公卿・諸侯の呼称を廃止して華族制度が導入され、諸侯285家が華族として認められた。公卿から華族に列せられた家は一般に公家華族と言われるのに対し、諸侯から華族に列せられた家は武家華族と呼ばれる。

## 西洋史用語としての「諸侯」
日本の西洋史学では、中世ヨーロッパの封建制において、王権によって領域支配を認められ、王から封土として授けられた所領を支配する貴族のことを諸侯と日本語で呼んでいる。
イギリスでは、貴族からではなく国王から直接封土を授かった者（テナント・イン・チーフ）のうち、大きな所領を持ち有力な者を指すバロンズ（barons）を諸侯と訳すことがある。
フランスでは、もともとは地方長官であったが、次第に王権から自立・世襲化して領域支配を行った伯（ラテン語：comes、フランス語：comte）、より広大な領域を任された公（duc）、辺境領を任された侯（marquis）などの地方領主をラテン語でプリンキペス（principes）といい、諸侯と訳される。
ドイツでは、皇帝に直属する伯（ラテン語:comes、ドイツ語：Graf）、辺境伯（Markgraf）、宮中伯（Pfalzgraf）、方伯（Landgraf）や城伯(Burggraf)、公（ラテン語：dux、ドイツ語：Herzog）など（世俗諸侯）と、大司教や修道院長で皇帝から所領を与えられている者（聖界諸侯 ドイツ語:Kirchenfürst）が、12世紀頃に帝国諸侯（ラテン語：principes imperii、ドイツ語：Reichsfürst）と呼ばれる身分と認識されるようになった。